# БТР-152
БТР-152 — радянський бронетранспортер, створений на базі вузлів і агрегатів вантажного автомобіля ЗІС-151. Прийнятий на озброєння в 1950 році. Бронетранспортер мав відкритий зверху зварний тримальний корпус. Знаходився в серійному виробництві з 1950 по 1955 роки. Виробництво продовжувалося до 1962 року. Всього на заводі імені Сталіна та Брянському автомобільному заводі вироблена 12 421 машина. Знаходився на озброєнні Збройних сил Росії до 1993 року.

## Історія створення
Паралельно з розробкою бронетранспортера Б-3 на Заводі імені Сталіна під керівництвом ведучого конструктора Ф. М. Фіттермана на базі повноприводної вантажівки ЗіС-151 був розроблений бронетранспортер ЗіС-152. У травні 1947 року були виготовлені два дослідних зразка машини, а в 1950 році бронетранспортер був прийнятий на озброєння під позначенням БТР-152.

## Серійне виробництво
| Модифікація | Виробник | Роки виробництва | Кількість випущених, шт |
| ----------- | -------- | ---------------- | ----------------------- |
| БТР-152     | СРСР     | 1950–1955        | 4923                    |
| БТР-152А    | СРСР     | 1952–1955        | 719                     |
| БТР-152В    | СРСР     | 1952–1955        | 2094                    |
| БТР-152Е    | СРСР     | 1955–1957        | 160                     |
| БТР-152С    | СРСР     | 1955–1959        | 272                     |
| БТР-152К    | СРСР     |                  |                         |
| БТР-152В1   | СРСР     | 1958–1962        |                         |
| БТР-152К1   | СРСР     | 1959–1962        |                         |
| БТР-152С1   | СРСР     | 1959–1962        |                         |
| БТР-152І    | СРСР     | 1957–1962        |                         |
| БТР-152Е1   | СРСР     |                  |                         |
| БТР-152Ю1   | СРСР     |                  |                         |
| БТР-152Т1   | СРСР     |                  |                         |
| Type-56     | КНР      |                  |                         |

## Опис конструкції

### Броньовий корпус і башта
Броньовий корпус БТР-152 відкритого типу, зварений із броньових листів, складається із трьох відділень і є несучою конструкцією, на якій встановлені всі механізми та агрегати машини.

#### Силове відділення
В передній частині машини знаходиться силове відділення, в якому встановлені двигун, а також знаходиться електроустаткування з радіаторами та пусковим підігрівачем.

#### Відділення керування
За силовим відділенням розташовується відділення керування, відгороджене вертикальними перегородками. У відділенні керування знаходяться місця механіка-водія та командира. Під місцем командира встановлений акумулятор. Для виходу з машини зліва та справа від сидінь знаходяться двері, що відкриваються назовні.
У відділенні керування також знаходяться контрольно-вимірювальні прилади та прилади спостереження. В правій передній частині відділення керування встановлений кронштейн з речовим мішком та радіостанцією.

#### Бойове відділення

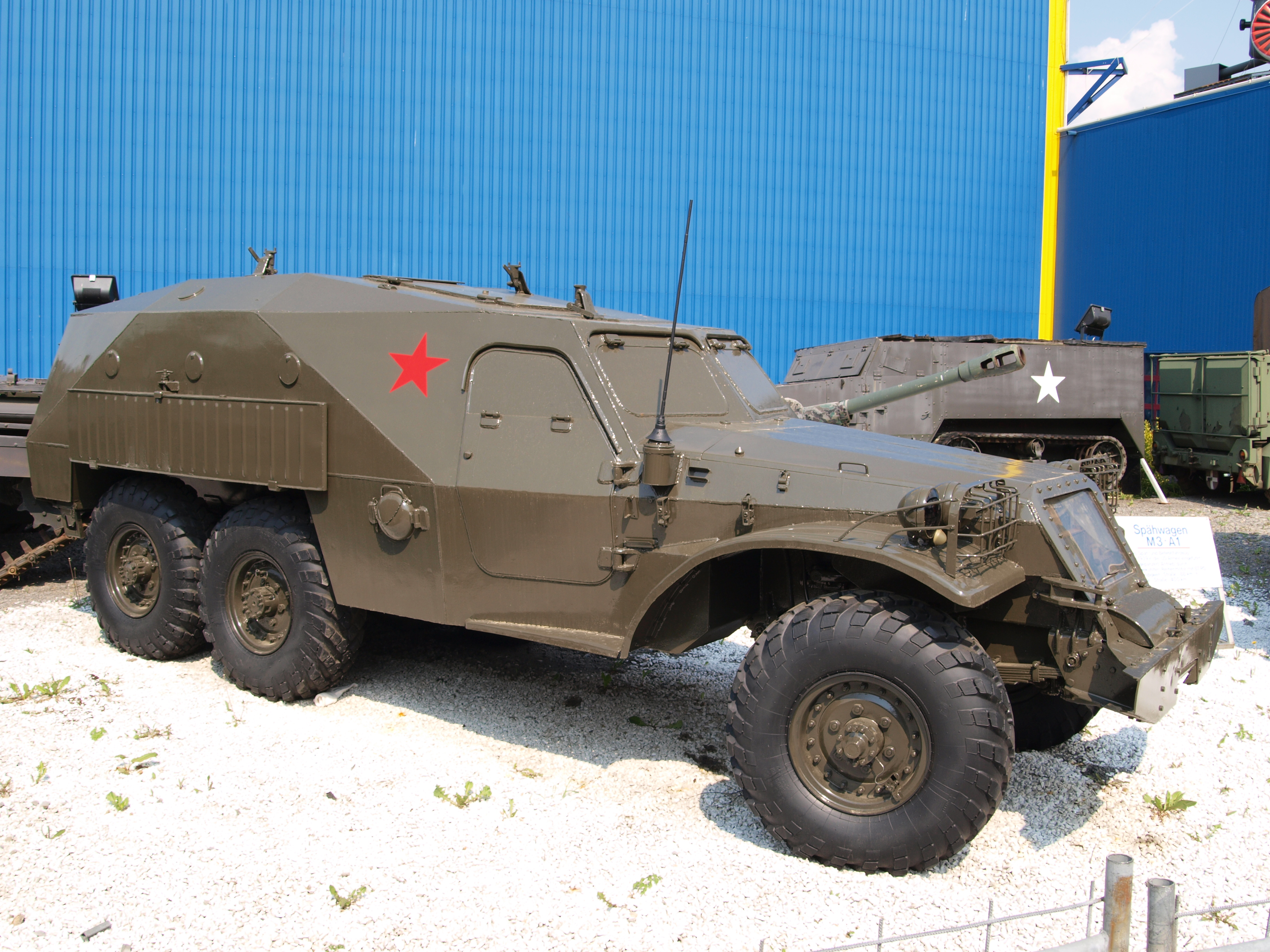
Вигляд з правого борту

В середній та кормовій частинах машини за відділенням керування та силовим відділенням знаходиться бойове відділення. У бойовому відділенні розташований кулемет, а також знаходяться бензинові баки, возимий ЗІП, укладання з боєкомплектом та аптечка з вогнегасником.
Для розташування десанту вздовж бортів та в передній частині бойового відділення знаходяться 17 сидінь. За спинками сидінь є затиски для кріплення автоматів.

### Озброєння
Як основне озброєння використовується 7,62-мм кулемет СГМБ, встановлений на спеціальних гніздах вертлюжних кронштейнів. Найбільша прицільна дальність стрільби становить до 2,3 км. Живлення кулемета стрічкове, в кожній стрічці по 250 патронів. Возимий боєкомплект становить 1250 патронів.

### Засоби спостереження та зв'язку
Для забезпечення зв'язку в БТР-152 встановлена радіостанція 10РТ-12. Вдень дальність дії радіостанції становить 25..30 км на ходу і 35..38 км на стоянці. Вночі 13..15 на ходу і 15..17 на стоянці.

### Двигун і трансмісія
Як силова установка використовується бензиновий двигун ЗІЛ-123В. Максимальна потужність двигуна становить 110 к.с.
Коробка передач — механічна і має п'ять передніх і одну задню передачу. Роздавальна коробка має дві понижуючі передачі, а також механізм вмикання переднього мосту.

### Ходова частина
Підвіска переднього мосту БТР-152 має дві напівеліптичні подовжні ресори з двома гідравлічними амортизаторами двосторонньої дії.
Підвіски середнього і заднього мостів — балансирні, на двох напівеліптичних подовжніх ресорах, які укріплені середньою частиною на ступицях, що гойдаються.

## Модифікації

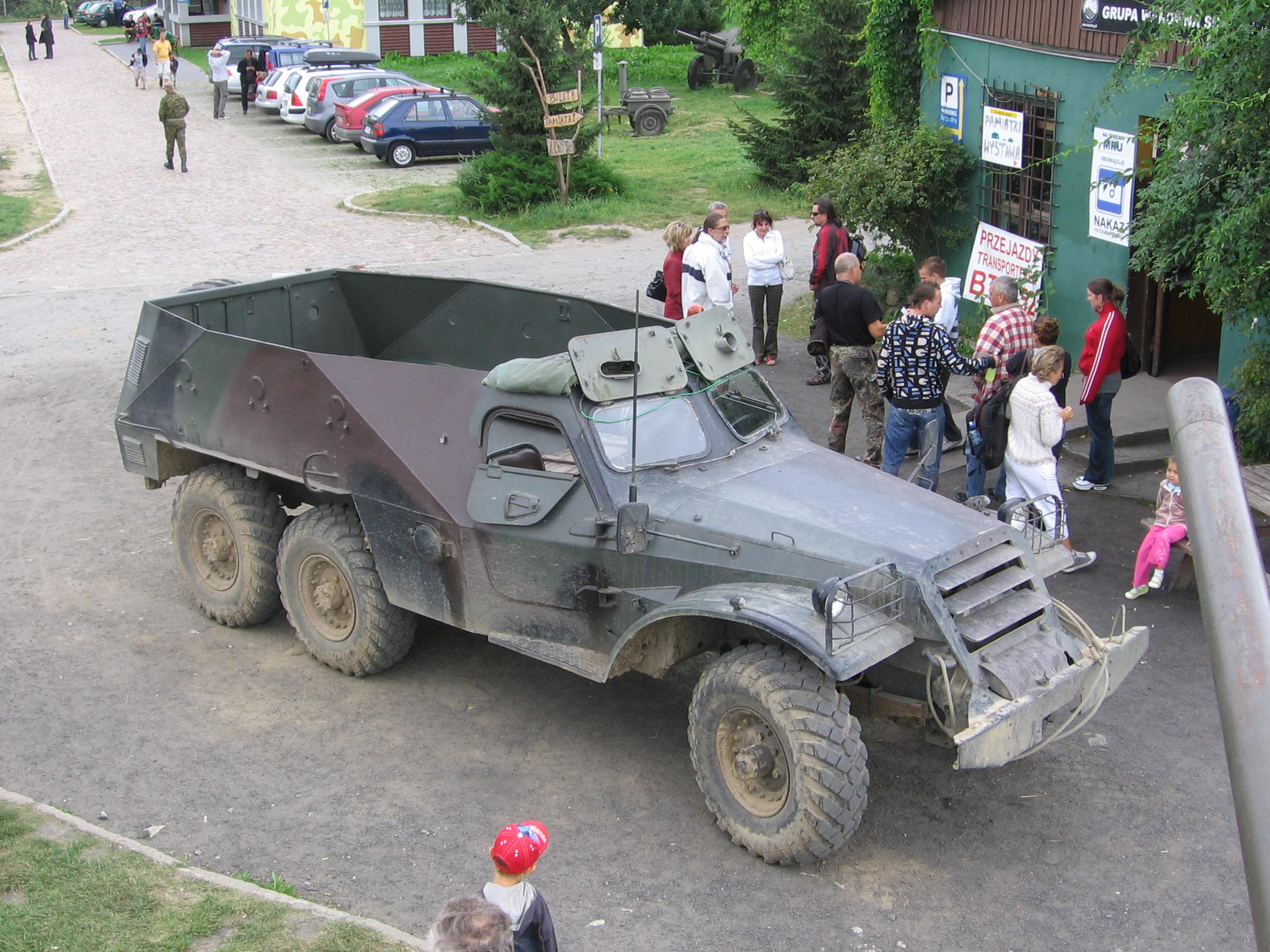

Радянський Союз
- БТР-152 — базова модифікація.

- - БТР-152А (1951) — протиповітряний чи штурмовий варіант, озброєний спаркою (ЗПТУ-2) чи зчетвіренною установкою (ЗПТУ-4) кулеметів КПВ калібром 14,5 мм.
  - БТР-152С — командирський варіант.
  - БТР-152Б (1952) — варіант із змонтованою на носі лебідкою.
- БТР-152В (1955) — варіант на базі вузлів і агрегатів дослідного автомобіля ЗіС-128 і перших прототипів вантажного ЗіЛ-157, з автопідкачкою шин.
  - БТР-152Д (1955) — озброєний як БТР-152А, але заснований на БТР-152В.
- БТР-152В1 (1957) — забезпечений приладом нічного бачення і вдосконаленою системою регулювання тиску в шинах (підведення повітря здійснюється через ступицю колеса).
  - БТР-152В2 — БТР-152, перероблений у В1.
  - БТР-152В3 — БТР-152В, перероблений у В1.
  - БТР-152У — командирський варіант, заснований на БТР-152В1.
  - БТР-152Е — озброєний як БТР-152А, але заснований на БТР-152В1.
- БТР-Е152В (у деяких джерелах БТР-Є152В) (1957) — експериментальна версія; друга пара коліс пересунута до центру для поліпшення прохідності.
- БТР-152К (1959) — модифікація з броньованим дахом. Маса досягла 9 тонн, екіпаж скорочений до 2+13.

Китайська Народна Республіка
- Type-56 — китайська ліцензійна копія.

Єгипет
- БТР-152 з зчетвіренною установкою великокаліберних кулеметів ДШК чехословацького виробництва.

НДР
- SPW-152 німецька версія БТР-152.
- SPW-152 перетворений в броньовану машину швидкої допомоги.
- SPW-152U німецька версія командирського БТР-152.

Ізраїль
- БТР-152 захоплені у єгиптян і сирійців використовувалися армією Ізраїлю.
- БТР-152 ТСМ-20 ізраїльська протиповітряна установка озброєна спаркою гармат калібром 20 мм в башті ТСМ-20.

Ліван
- БТР-152 був змінений ліванськими бойовиками. У десантному відділенні була розміщена зенітна установка ЗУ-23-2.
- БТР 152 перероблений Армією Південного Лівану в БРЕМ.

Польща
- БТР-152 перетворений в мобільний командний пункт.
- БТР-152 перетворений в інженерний автомобіль.
- БТР-152 перетворений в броньований артилерійський тягач.

## Оператори

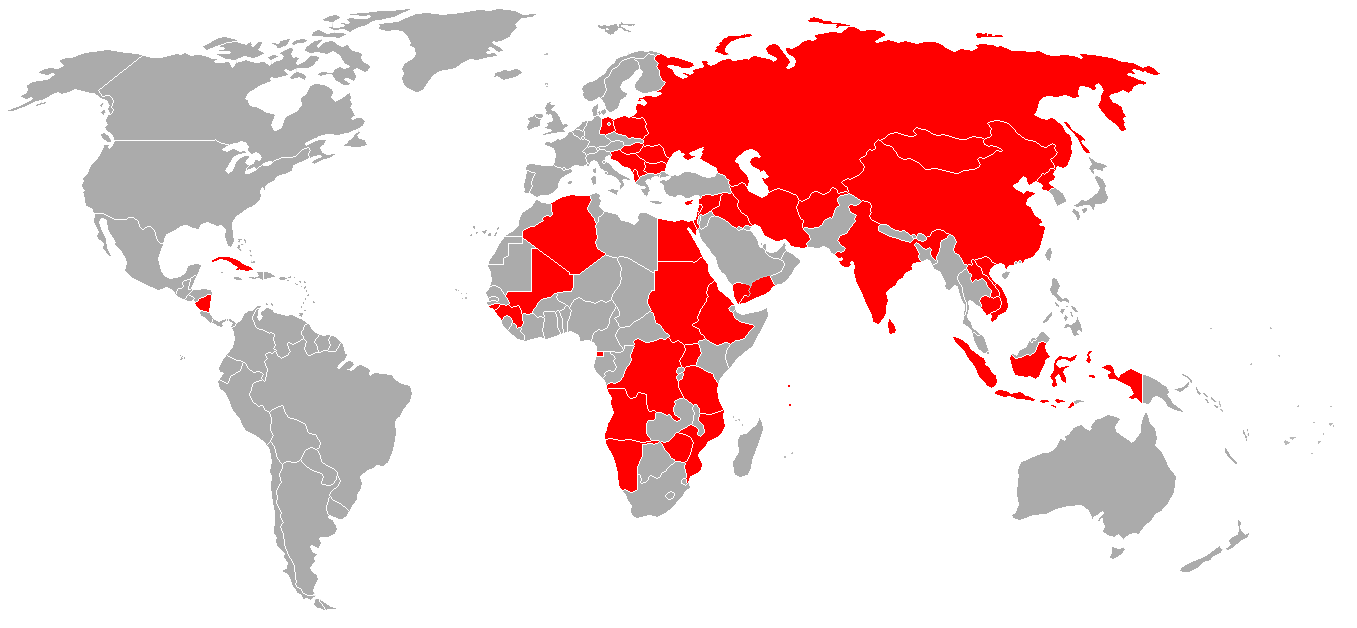
Країни, що використовували БТР-152

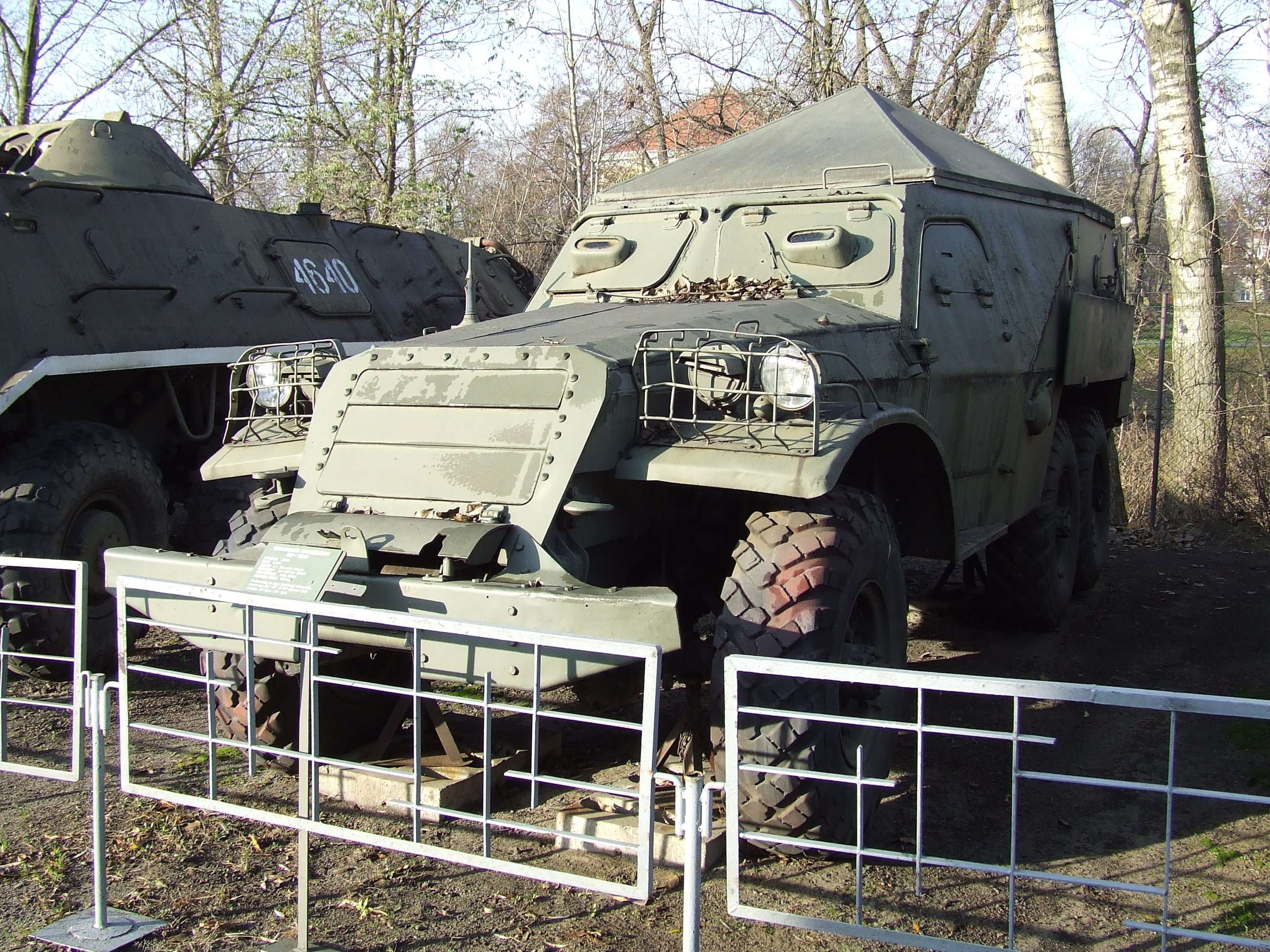
БТР-152 в музеї «Wojska Polskiego», Warszawa-Czerniaków.

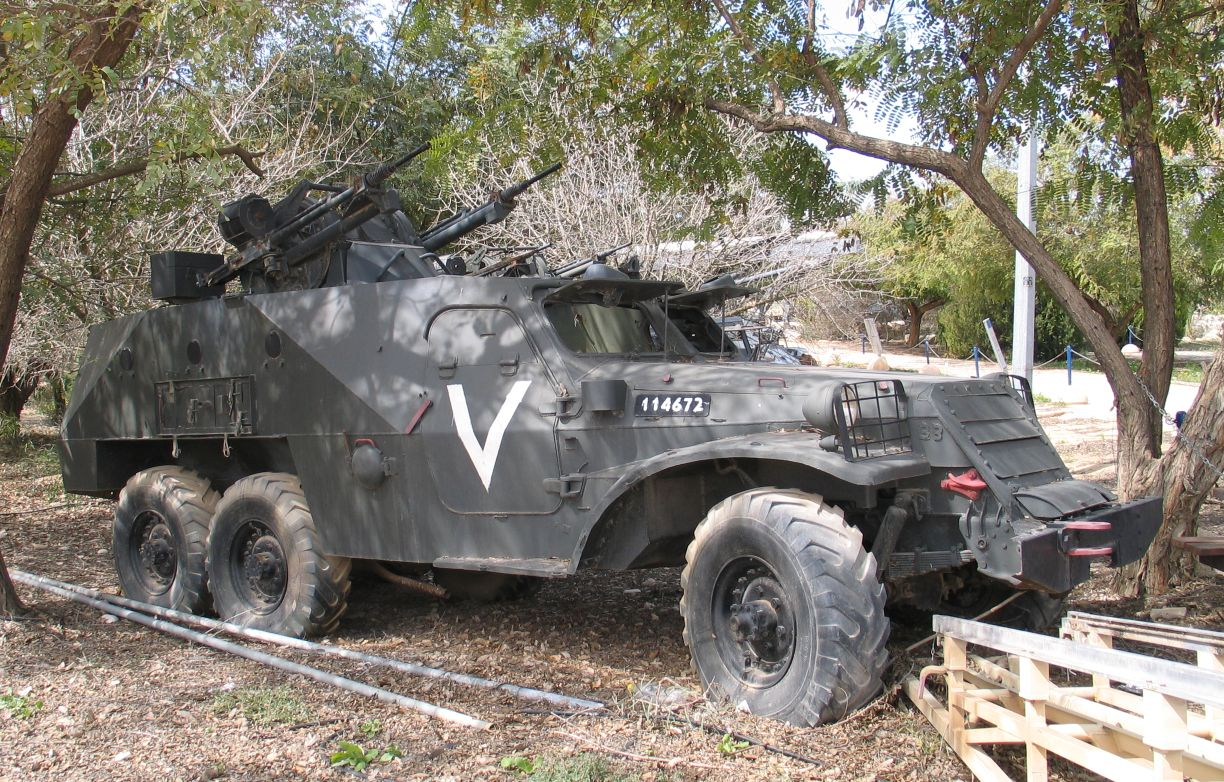
Ізраїльський трофейний БТР-152 з двома 20-мм зенітними гарматами в башті TCM-20

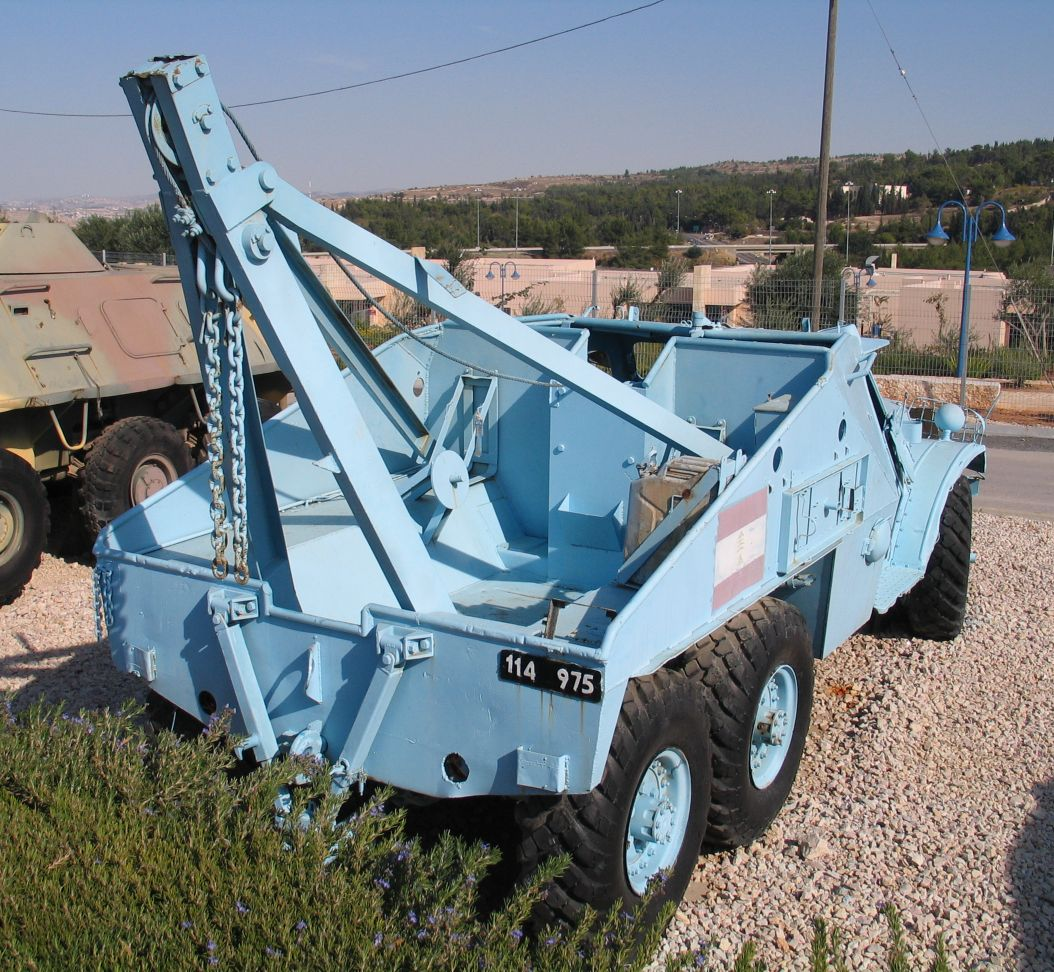
БРЕМ (Броньована ремонтно-евакуаційна машина) на базі БТР-152, що використовувалася ліванською армією

### Сучасні
- — 10 БТР-152[12]
- — близько 170 БТР-152, БТР-60 та БТР-80, за станом на 2010 рік[13]
- — 24 БТР-152, БТР-60 та БТР-70, за станом на 2010 рік[14]
- — деяка кількість БТР-152, за станом на 2010 рік[15]
- — 6 БТР-152, за станом на 2010 рік[16]
- — 20 Тип-56, за станом на 2010 рік[16]
- — 24 БТР-152, за станом на 2010 рік[17]
- — 320 БТР-152[12]
- — 10 БТР-152[12]
- — 20 БТР-152 плюс 470 БТР-152, БТР-40 та БТР-60 на зберіганні, за станом на 2010 рік[18]
- — 20 БТР-152, за станом на 2010 рік[19]
- — 160 БТР-60 та БТР-152, за станом на 2010 рік[20]
- — деяка кількість БТР-152, за станом на 2010 рік[21]
- — близько 500 БТР-152, БТР-40, БТР-50 та БТР-60, за станом на 2010 рік[22]
- — 20 БТР-152, за станом на 2010 рік[23]
- — 10 БТР-152, за станом на 2010 рік[24]
- — 100 БТР-152, за станом на 2010 рік[25]
- — 10 БТР-152[12]
- — 102 БТР-152 на зберіганні, за станом на 2010 рік[22]
- — 4 БТР-152[12]
- — 500 БТР-152, за станом на 2010 рік[26]
- — від 50 до 80 БТР-152, за станом на 2010 рік[27]
- — близько 10 БТР-40 та БТР-152, за станом на 2010 рік[28]
- — 4 БТР-152, за станом на 2010 рік[29]
- — 10 БТР-152[12]
- — 10 БТР-152, за станом на 2010 рік[30]
- — 25 БТР-152, за станом на 2010 рік[30]
- — деяка кількість БТР-152, за станом на 2010 рік[31]

### Колишні
- — 350 одиниць БТР-152 поставлені із СРСР в період з 1964 по 1966 роки[32]
- — 160 одиниць БТР-152 поставлені із СРСР в період з 1950 по 1951 роки[32]
- — 759 одиниць БТР-152 та БТР-152К поставлені із СРСР в період з 1956 по 1961 роки, в НДР використовувались під зазначенням SPW-152[32]
- — 200 одиниць БТР-152 поставлені із СРСР в період з 1955 по 1956 роки[32], 600 одиниць БТР-152 поставлені із СРСР в період з 1962 по 1966 роки[32], 200 одиниць БТР-152 поставлені із СРСР в період з 1967 по 1969 роки[32]
- — 250 одиниць БТР-152 поставлені із СРСР в період з 1972 по 1973 роки[32]
- — 30 одиниць БТР-152 поставлені із СРСР в період з 1963 по 1965 роки[32]
- — 100 одиниць БТР-152 поставлені із СРСР в період з 1957 по 1960 роки, потім вироблялись в Китаї за зазначенням Тип 56[32]
- — 20 одиниць БТР-152 поставлені із СРСР в 1966 році[32]
- — 50 одиниць БТР-152 поставлені із СРСР в 1950 році[32]
- — 400 одиниць БТР-152 поставлені із СРСР в період з 1952 по 1957 роки[32]
- — 20 одиниць БТР-152 поставлені із СРСР в 1957 році[32]
- — 40 одиниць БТР-152 поставлені із СРСР в 1962 році[32]
- — 65 одиниць БТР-152 поставлені із СРСР в 1965 році[32], 200 одиниць БТР-152 поставлені із СРСР в період з 1972 по 1973 роки[32]
- — 10 одиниць БТР-152 поставлені із СРСР в період з 1968 по 1970 роки[32], 50 одиниць БТР-152 поставлені із СРСР в період з 1973 по 1975 роки[32]
- — 100 одиниць БТР-152 поставлені із СРСР в період з 1979 по 1980 роки[32]

## Цікаві факти
- 26 жовтня 2006 року, під час антиурядових виступів в Будапешті, демонстрантам вдалося запустити двигуни музейних Т-34-85 та БТР-152, і використовувати їх в зіткненнях з поліцією.[33]